# Municipio de San Bartolomé Zoogocho
El municipio de San Bartolomé Zoogocho es uno de los 570 municipios que conforman al estado mexicano de Oaxaca. Pertenece al distrito de Villa Alta, dentro de la región sierra norte. Se rige por usos y costumbres, y celebra elecciones cada año.[cita requerida]
A la fecha de esta versión del artículo, viven en la comunidad 400 personas, de las cuales un 55 por ciento son de edad  avanzada, pues el fenómeno migratorio ha causado que la población vaya en decremento.[cita requerida]

## Historia
- Zoogocho significa en zapoteco: Lugar de podredumbre o Lugar de ciénegas
- 1825. Zoogocho pertenece al partido de Yalalag. Decreto número 47 de fecha 15 de marzo.
- 1826. Se registra como Sogocho que pertenece al partido de Yalalag.
- 1844. Se registra como San Bartolomé Sogocho, poblado de la parroquia de Zoochila, subprefectura de Zoochila, distrito de Villa-Alta.
- 1858. San Bartolomé Sogocho pertenece al distrito de Villa-Alta. Decreto número 2 de fecha 23 de marzo.(5)
- 1891. Se registra como San Bartolomé Zoogocho, ayuntamiento del distrito de Villa Alta.

## Geografía
San Bartolomé Zoogocho es un municipio perteneciente a la Sierra Norte de Oaxaca, ubicado en las coordenadas 96°14′36″ de longitud oeste y 17°14′15″ de latitud norte y a una altitud promedio de 1520 metros sobre el nivel del mar. Aproximadamente se ubica a 120 km de la ciudad capital del estado de Oaxaca y, sus coordenadas UTM, con las que trabajan los GPS actuales, son de 14 Q 793320 1908076.

### Clima
Templado, con una temperatura media de 21.1 °C (fuente INEGI).

## Demografía
Según el último censo (2000) del INEGI (Instituto Nacional de Estadística y de Información Geográfica), se tienen 638 habitantes, de los cuales 353 son hombres y 285 son mujeres.[cita requerida]

### Lenguas
Se habla el idioma español y el idioma zapoteco.[cita requerida]

## Economía
La mayor parte de la población se dedica a la agricultura y a la crianza y cuidado de animales. Una pequeña parte de la población se dedica al comercio. Semanalmente, los jueves, se lleva a cabo un mercado ambulante en la localidad, que tiene la finalidad de abastecer a los habitantes de los pueblos circunvecinos.

## Política
Se rige por usos y costumbres, no hay partidos políticos y el ayuntamiento está conformado por:
- Presidente municipal
- Síndico municipal
- 3 Regidores
- Tesorero municipal
- Secretario municipal

Los cuales tienen periodos de duración de 1 año en sus cargos.

### Barrios
El poblado se conforma de 4 barrios principales:
1. Barrio de las Peñas
2. Barrio de la Santa Cruz
3. Barrio de San Miguel
4. Barrio del Rescate

## Lugares de interés
Una iglesia que data del XVIII y el mercado de los días jueves.
El mercado de los días de jueves, que se establece en la comunidad es un sitio de interés. En la breve reseña y dato histórico que existe: "Después de la conquista española a nuestro país, en 1521, fueron llegando los misioneros españoles a nuestra región quienes sus objetivos era evangelizar, mas para alcanzar sus propósitos tuvieron que organizar a los pueblos en sectores y con un pueblo como cabecera parroquial. En nuestro sector fue escogido el pueblo de Zoochila, en donde tenía que residir el cura con otro acompañante con el cargo de subprefecto, este último era el indicado para la enseñanza católica. Para cumplir con su misión tuvieron que obligar a cierto número de gente de cada pueblo a concentrarse en la cabecera parroquial, para la enseñanza de la religión católica, siendo los días de mayor obligatoriedad los domingos, para asistir a la sagrada misa. La reunión de nuestros abuelos indios en la cabecera parroquial y después de muchos años, motivó que ellos se tomaran la confianza y empezaran a llevar sus productos del campo para el intercambio o trueque. Esto molestó al cura, por lo que prohibió terminantemente que se siguieran haciendo operaciones de mercado en la parroquia. Ante esta negativa y sabiendo que el intercambio de sus productos del campo era un modo de subsistencia, acordaron realizar su tianguis en un llano que en zapoteco se conoce como Lache Yaa, a unos tres kilómetros de la cabecera parroquial. Poco tiempo duró este gusto en este lugar, porque la venta del tepache demostró que para la realización del tianguis se requería de autoridad municipal para poner orden. Así fue como los mismos tianguistas acordaron solicitarle a Zoogocho permiso para que en esta comunidad realizaran su plaza.

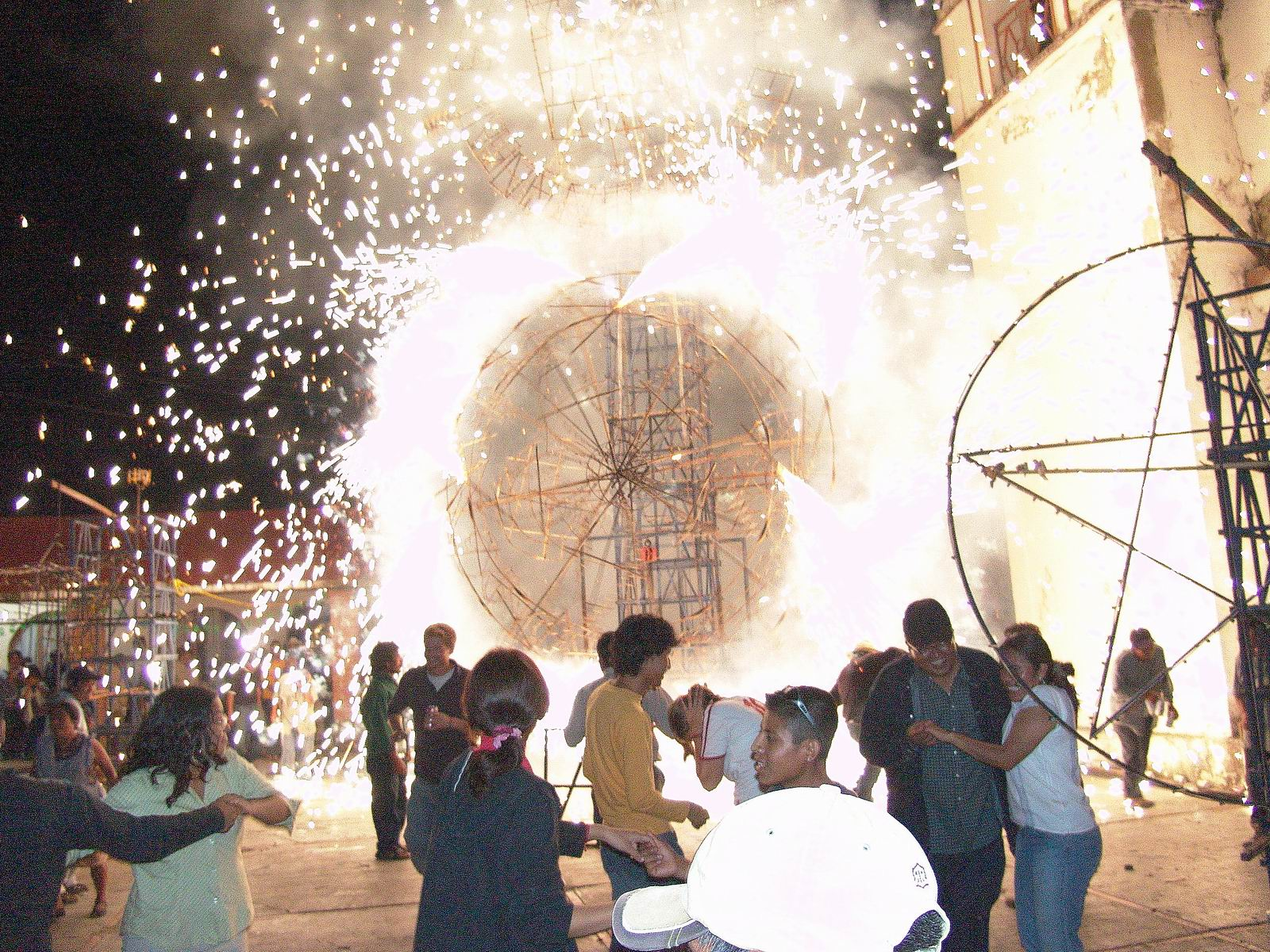
24 de agosto

## Festividades
1. El 24 de agosto es la fiesta patronal del pueblo.
2. En la Semana Santa se lleva a cabo una mayordomía
3. En noviembre 1 y 2 se lleva a cabo la celebración a los muertos
4. En diciembre 24 se celebra la fiesta de Navidad
5. En enero 1, se festeja el año nuevo